# Presidentsverkiezingen in de Oranje Vrijstaat 1896
In februari 1896 werden in de Oranje Vrijstaat presidentsverkiezingen gehouden. Er deden drie kandidaten mee. Marthinus Theunis Steyn werd met overtuigende meerderheid gekozen tot zesde Staatspresident van de Oranje Vrijstaat.

## Geschiedenis
De verkiezingen werden gehouden nadat de voormalige staatspresident Francis William Reitz in 1895 aftrad vanwege zijn slechte gezondheid. De drie kandidaten waren:
- Martinus Theunis Steyn, rechter van het Hooggerechtshof
- John George Fraser, voorzitter van de Volksraad van de Oranje Vrijstaat
- Aart Anthonie van der Lingen, dominee

Terwijl Steyn een voorstander was van nauwere samenwerking tussen de Boerenrepublieken Oranje Vrijstaat en de Zuid-Afrikaansche Republiek (Transvaal), was Fraser juist tegenstander daarvan en wilde de banden met de naburige Kaapkolonie en het Verenigd Koninkrijk aanhalen. Van der Lingen was eveneens voor onafhankelijkheid en zelfstandigheid van de Oranje Vrijstaat, zelfs onafhankelijk van Transvaal.
Een paar weken werden voor de verkiezingen vond de Jameson Raid plaats in de Zuid-Afrikaansche Republiek. Hoewel deze militaire actie mislukte, had de Jameson Raid een grote schok teweeggebracht in geheel Zuidelijk Afrika. De geruchten gingen dat Fraser pro-Brits was. Daardoor verloor hij alle kansen voor het presidentschap. De verkiezingen resulteerden daardoor in een overtuigende overwinning voor Steyn, die ruim 83% van de stemmen kreeg. 
Hij werd op 4 maart 1896 geïnstalleerd als president in de Nederlands Hervormde Kerk in Bloemfontein.

## Uitslag[3]
| Kandidaat                    | Stemmen | %      |
| ---------------------------- | ------- | ------ |
| Marthinus Theunis Steyn      | 7.572   | 83,47  |
| John George Fraser           | 1.403   | 15,47  |
| Aart Anthonie van der Lingen | 96      | 1,06   |
| Totaal                       | 9.071   | 100,00 |

Presidentsverkiezingen: 1854 · 1855 · 1859 · 1863 · 1868 · 1873 · 1878 · 1883 · 1888 · 1893 · 1896